# Sankt Paulidorf
Sankt Paulidorf war früher ein Dorf deutscher Immigranten im Tasman District auf der Südinsel von Neuseeland.

## Geographie
Das Dorf befand sich ursprünglich rund 6,5 km nördlich von Upper Moutere und rund 22 km nordwestlich von Nelson, im Tal des Moutere River. Heute befindet sich dort die kleine Siedlung Harakeke.

## Geschichte
Die ersten deutschen Siedler kamen 1843 unter mit der Sankt Pauli in die ländlichen Umgebung von Nelson und waren damit die ersten deutschen Siedler in Neuseeland überhaupt. Sie kamen aus dem Norden Deutschlands und aus dem Rheinland und erreichten die Küste unglücklicherweise drei Tage vor dem sogenannten Wairau-Tumult, einer kriegerischen Auseinandersetzung zwischen Māori und britischen Siedlern, bei der 22 britische Siedler und 4 Māori ums Leben kamen. Unter den Getöteten war auch Arthur Wakefield, der Gründer von Nelson. Trotz des Konfliktes gründeten die Neuankömmlinge 1843 in dem Tal des Moutere River die Siedlung Sankt Paulidorf.
Da das von ihnen so benannte Schachtstal jedoch ständig Überflutungen ausgesetzt war, musste Sankt Paulidorf schon nach etwas mehr als einem Jahr aufgegeben werden. Die Siedler ließen sich an anderen Orten der Region Nelson, im Rest Neuseelands und auch in Australien nieder. Ein Teil gründete um 1850 zusammen mit weiteren deutschen Siedlern das Dorf Sarau, das heutige Upper Moutere sowie die kleineren Siedlungen Rosental und Neudorf. Einige der Siedler, die nach Australien gegangen waren, kehrten später jedoch nach Neuseeland zurück, und siedelten in Houhora und Awanui im Norden der Nordinsel.